# Elitch Gardens
Elitch Gardens Theme and Water Park, kortweg Elitch Gardens of Elitch's, is een attractiepark in Denver, in de Amerikaanse staat Colorado. Het gaat terug tot de oude Elitch Gardens, een familiepretpark en botanische tuin, opgericht in 1890, in het noordwesten van Denver. Sinds 1995 bevindt Elitch Gardens zich op haar huidige locatie, aan de South Platte River ten westen van het zakencentrum van Denver.
In juni 1997 opende bij het park Island Kingdom; dit waterpark is bij de entreeprijs van het pretpark inbegrepen.
In 1999 nam Six Flags de parken over en in 2007 werden ze weer verkocht. Sinds 2013 exploiteert Premier Parks beide parken. Het is het enige pret- en waterpark in een Amerikaanse binnenstad en is gelegen naast de Ball Arena.